# دانیل الیس (بازیکن فوتبال)
دانیل الیس (انگلیسی: Daniel Ellis؛ زادهٔ ۱۸ نوامبر ۱۹۸۸) بازیکن فوتبال اهل بریتانیا است.
از باشگاه‌هایی که در آن بازی کرده‌است می‌توان به باشگاه فوتبال استوک‌پورت کانتی و باشگاه فوتبال درویلزدن اشاره کرد.